# Гаспезі-Іль-де-ля-Мадлен
Гаспезі́-Іль-де-ля-Мадле́н (фр. Gaspésie–Îles-de-la-Madeleine) — адміністративний регіон на крайньому сході провінції Квебек (Канада). У списку регіонів має умовний номер «11».
Як можна здогадатися з назви, регіон складається з Гаспезійського півострова та островів Мадлен. Найбільший населений пункт — місто Ґаспе.
У 2005 році регіон репрезентував 1,3 % від загального населення Квебеку.
- Населення: 96 924 (2001)
- Площа: 20 272 км²
- Щільність населення: 4,8 чол./км²
- Рівень народжуваності: 7,8 ‰ (2006)
- Рівень смертності: 9 ‰ (2006)

Мови
- Французька, 89,7 %
- Англійська, 9,2 %
- Французька та англійська, 0,7 %
- Інші, 0,4 %